# Epimythion
Epimythion (z gr. epi – tylny; mythos – słowo) – morał w bajce pojawiający się na końcu utworu, który wynika z jego treści. Jego przeciwieństwem jest promythion.
Przykładem takiego dzieła są Bajki Ignacego Krasickiego, czy ludowe bajki zwierzęce.